# Felhasználó
A felhasználó (user) az a személy (végfelhasználó, end-user) vagy szoftverágens, aki egy számítógépes vagy számítógép-hálózati szolgáltatás használója. A felhasználóhoz gyakran felhasználói fiók tartozik, amit felhasználói név (username, screen name, nick vagy handle) azonosít.

## Végfelhasználó
A végfelhasználó (end-user) kifejezés egyrészt a szoftver tényleges kezelőjére utal, de a szoftverfejlesztésben specifikusabb értelemben is használják, a megcélzott vagy várt felhasználóra utalva. A végfelhasználó kifejezés megkülönbözteti azokat, akik csak kezelik, üzemeltetik a szoftvert a fejlesztőktől, akik valamely programozási nyelv ismeretében új funkciókat hoznak létre a végfelhasználók számára.

## Felhasználói fiók
A felhasználói fiók segítségével a felhasználó autentikálhatja (hitelesítheti) magát a rendszer szolgáltatásai felé, és autorizációt (engedélyt) nyerhet az azokhoz való hozzáférésre; az autentikáció önmagában nem garantálja az autorizációt. A fiókba való bejelentkezés (login) során a felhasználónak jellemzően hitelesítenie kell magát jelszó vagy más hitelesítő adat (credential) megadásával, számviteli, informatikai biztonsági, naplózási és erőforrás-gazdálkodási okokból.
Bejelentkezés után az operációs rendszer a felhasználó név helyett gyakran más azonosítóval hivatkozik a felhasználóra; Unix-alapú rendszereken ez lehet a User ID, Microsoft Windows alatt a biztonsági azonosító (SID).
Az informatikai rendszerek felhasználókezelés alapján két csoportba oszthatók:
- az egyfelhasználós (single-user) rendszerek nem támogatják a több felhasználói fiók koncepcióját
- a többfelhasználós (multi-user) rendszerekben létezik a koncepció, és megkövetelik a felhasználó bejelentkezését a rendszer használata előtt.

A többfelhasználós rendszerek felhasználói fiókjaihoz jellemzően tartozik egy felhasználói profil, ami a fiók tulajdonosának alapadatait (pl. név, fénykép), valamint beállításait tartalmazza. Tartozhat hozzá saját könyvtár (home directory), amiben a felhasználó saját tulajdonú fájljai tárolódnak.
Online közösségekben a felhasználónevek (nicknevek) néha maguk is hírnévre tehetnek szert. Néhány ilyen nick:
- CmdrTaco, Rob Malda, a Slashdot alapítójának nickneve
- esr, Eric S. Raymond nickje.

## A szóhasználat kritikája
Egyes használhatósági szakértők ellenszenvvel viseltetnek a „user” szó használatával szemben, javasolva annak lecserélését.
Don Norman kijelentette:
|  | „A „felhasználó” az általunk használt szörnyű kifejezések egyike. Keresztes hadjáratot folytatok, hogy megszabaduljunk a „felhasználó” szótól. Én inkább egyszerűen „embereknek” nevezném őket.” |
|  | |

## Fordítás
- Ez a szócikk részben vagy egészben a User (computing) című angol Wikipédia-szócikk ezen változatának fordításán alapul.  Az eredeti cikk szerkesztőit annak laptörténete sorolja fel. Ez a jelzés csupán a megfogalmazás eredetét és a szerzői jogokat jelzi, nem szolgál a cikkben szereplő információk forrásmegjelöléseként.